# Лісовий Тимофій Григорович
Тимофій Григорович Лісовий (19 червня 1923, село Слобода, тепер Кагарлицького району Київської області — 20 серпня 2011, місто Київ) — український радянський партійний і державний діяч. Депутат Верховної Ради СРСР 9—11-го скликань і депутат Верховної Ради УРСР 8-го скликання. Член ЦК КПУ в 1966—1971 роках і у 1976—1986 роках. Кандидат у члени ЦК КПУ в 1971—1976 роках. Герой Соціалістичної Праці (22.03.1966).

## Біографія

Могила Тимофія Лісового

Народився в селянській родині. У 1940 році закінчив Ржищівський педагогічний технікум Київської області. У 1940—1941 роках — учитель Варовинецької середньої школи села Варовичі Кагановицького району Київської області.
У Червону Армію був призваний 24 липня 1941 року Кагановицьким районним військовим комісаріатом Київської області. У вересні 1941 — квітні 1942 року — курсант Харківського авіаційного технічного училища, евакуйованого у місто Сталінабад Таджицької РСР (тепер — Душанбе), у квітні —жовтні 1942 року — курсант Харківського артилерійського училища протитанкової артилерії, евакуйованого до міста Фергани Узбецької РСР.
Брав участь у німецько-радянській війні. З жовтня 1942 року служив командиром вогневого взводу 58-го винищувального протитанкового артилерійського полку Резерву Верховного Головного Командування Сталінградського фронту (з січня 1943 року — у складі 64-ї армії Донського фронту). 29 січня 1943 року під час наступу біля залізничної станції Басаргіно на південний захід від міста Сталінграда був важко поранений осколком снаряда в кисть правої руки і у праве стегно з ушкодженням кістки. Знаходився на лікуванні в госпіталі № 1682 в місті Саратові. У результаті поранення була пошкоджена нога з обмеженням руху і ампутований вказівний палець правої руки. Після лікування комісією був визнаний непридатним до військової служби і знятий з обліку, інвалід війни 2-ї групи. У травні 1944 року був демобілізований із Червоної армії.
У 1944—1950 роках — директор школи, завідувач ощадної каси, завідувач відділу, секретар виконавчого комітету Кагарлицької районної ради депутатів трудящих Київської області.
Член ВКП(б) з 1946 року.
У 1950—1953 роках — секретар Кагарлицького районного комітету КП(б)У Київської області. У 1953—1962 роках — голова виконавчого комітету Кагарлицької районної ради депутатів трудящих Київської області. У 1962 році — 1-й секретар Кагарлицького районного комітету КПУ. У грудні 1962 — січні 1965 року — секретар партійного комітету Кагарлицького виробничого радгоспно-колгоспного управління Київської області.
У 1965 році заочно закінчив Київський інститут народного господарства.
У січні 1965 — лютому 1970 року — 1-й секретар Кагарлицького районного комітету КПУ Київської області.
Указом Президії Верховної Ради СРСР від 22 березня 1966 року за досягнуті успіхи в розвитку тваринництва, збільшенні виробництва і заготівель м'яса, молока, яєць, шерсті і іншої продукції Лісовому Тимофію Григоровичу присвоєно звання Героя Соціалістичної Праці з врученням ордену Леніна і золотої медалі «Серп і Молот».
У лютому — березні 1970 року працював інспектором в апараті ЦК КПУ.
25 березня 1970 — 16 березня 1972 року — голова виконавчого комітету Хмельницької обласної ради депутатів трудящих.
З березня 1972 року по 4 січня 1985 року — 1-й секретар Хмельницького обласного комітету КПУ.
На XXIII, XXV, XXVI з'їздах Компартії України обирався членом ЦК КПУ (у 1966—1971 і 1976—1986), на XXIV з'їзді — кандидатом у члени ЦК Компартії України (у 1971—1976).
Потім — на пенсії у місті Києві. Помер на 89-му році життя 20 серпня 2011 року. Похований разом з родиною на Байковому кладовищі (ділянка № 49а, 50°24′59.2″ пн. ш. 30°30′5.4″ сх. д. / 50.416444° пн. ш. 30.501500° сх. д.).

## Нагороди та відзнаки
- Герой Соціалістичної Праці (22.03.1966)
- два ордени Леніна (26.02.1958, 22.03.1966)
- три ордени Трудового Червоного Прапора (27.08.1971, 22.12.1977, 17.06.1983)
- орден Жовтневої Революції (18.06.1973)
- орден Вітчизняної війни 1-го ст. (11.03.1985)
- орден Вітчизняної війни 2-го ст. (6.08.1946)
- медалі